# Sustanon

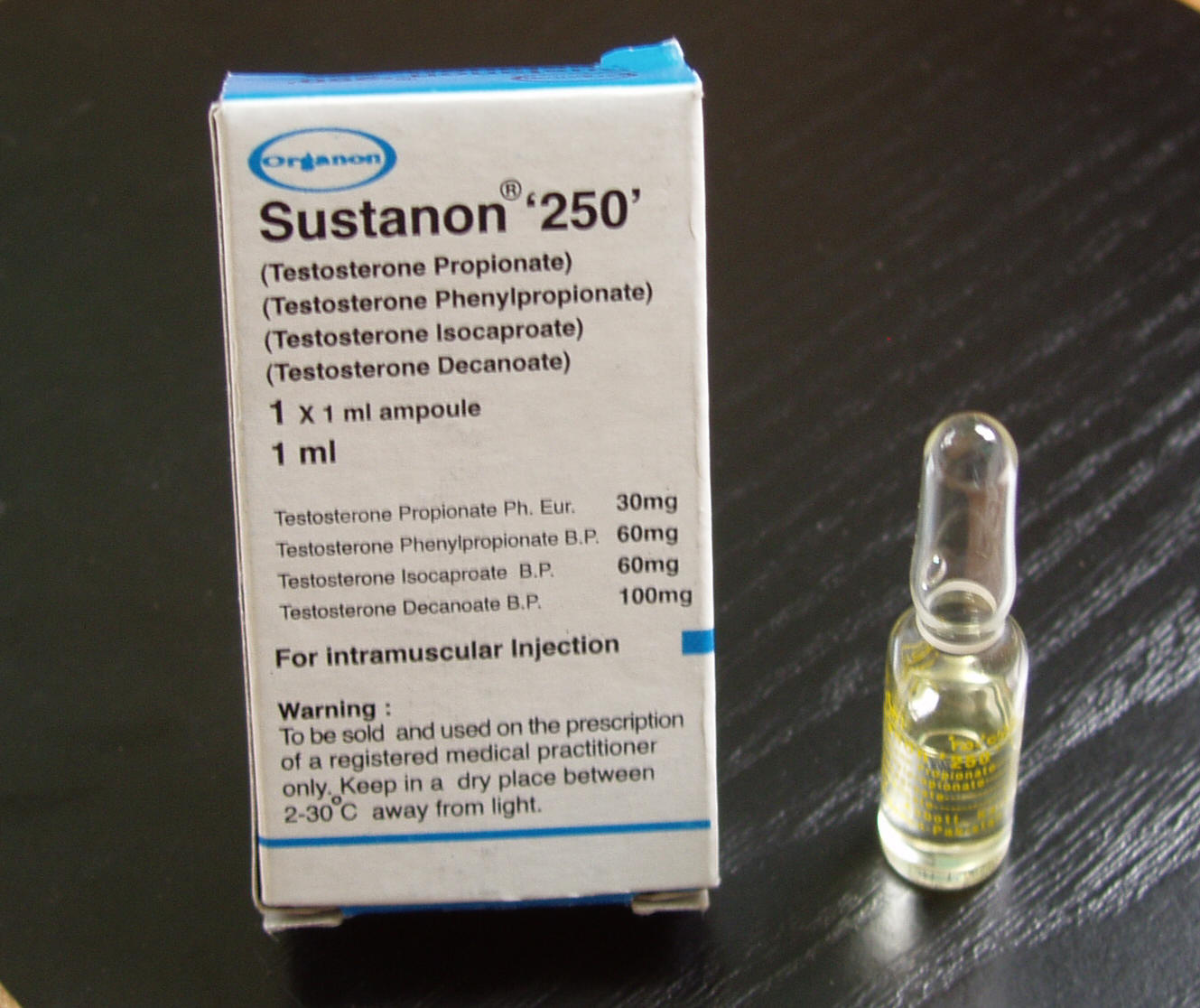
Sustanon 250

Sustanon 250 es una mezcla de testosteronas inyectables en base oleosa, desarrollado por la empresa internacional farmacéutica Organon. Normalmente contiene cuatro ésteres de testosterona diferentes: 
- propionato de testosterona (30 mg)
- fenilpropionato de testosterona (60 mg)
- isocaproato de testosterona (60 mg)
- decanoato de testosterona (100 mg)

Hasta 2009 también se producía con fines pediátricos una versión de dosis baja: Sustanon 100, con propionato de testosterona (20 mg); fenilpropionato de testosterona (40 mg); e isocaproato de testosterona (40 mg).
Comúnmente se usa para aumentar la musculatura. Se ha observado que esta forma inyectable es algo más tolerable que el cipionato o el enantato. Aunque Sustanon permanece activo en el cuerpo durante cerca de tres semanas, las inyecciones se aplican al menos cada 10 días. 
Sustanon 250 probablemente sea la más buscada de las testosteronas inyectables. Sin embargo, se debe recalcar que esto no se debe a una potencia insólita de esta combinación de ésteres de testosterona; el efecto de las cuatro testosteronas se libera poco a poco con el paso del tiempo.
Debido al propionato incluido, Sustanon es efectivo desde el primer día, y gracias al decanoato permanece activo de 3 a 4 semanas. Sustanon tiene un efecto androgénico notable que viene acompañado de un efecto anabólico fuerte. Por consiguiente se utiliza para construir masa muscular y fuerza. Con este compuesto ocurre un aumento de fuerza y peso corporal. Los atletas que usan Sustanon mencionan un crecimiento muscular sólido debido a que esta mezcla de ésteres produce menos retención de agua y también se aromatiza menos que el enantato o el cipionato de testosterona. De hecho muchos fisicoconstructores que usan testosterona y luchan contra la notable retención de agua y un nivel de estrógenos elevado prefieren Sustanon en lugar de otras testosteronas Depot.